# Bilky (Chust)
Bilky (ukrainisch Білки; russisch Белки Belki, slowakisch Bílky, ungarisch Bilke) ist ein Dorf im Zentrum der ukrainischen Oblast Transkarpatien mit etwa 8000 Einwohnern.

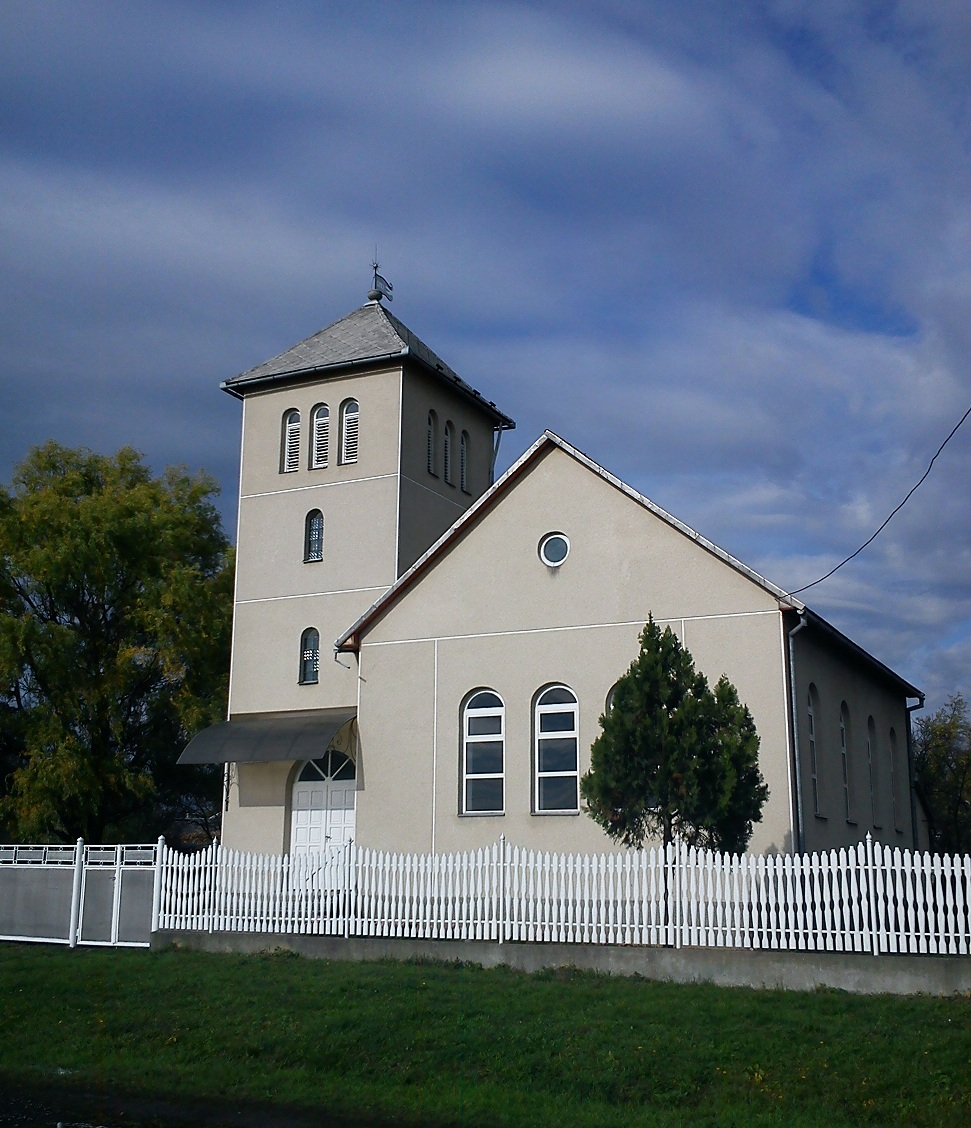
Kirchengebäude der reformierten Kirche in Bilky

Das 1245 erstmals schriftlich erwähnte Dorf liegt am Ufer der Borschawa und an der Territorialstraße T–07–19 zwischen dem ehemaligen Rajonzentrum Irschawa im Westen und Dowhe im Osten. Der Ort besitzt eine Bahnstation am Schmalspurnetz Berehowe und ist eines der bevölkerungsreichsten Dörfer der Ukraine.
Am 12. Juni 2020 wurde das Dorf zusammen mit 5 umliegenden Dörfern zum Zentrum der neu gegründeten Landgemeinde Bilky (Білківська сільська громада/Bilkiwska silska hromada) im Rajon Chust. Bis dahin bildete es die 45,54 Quadratkilometer große Landratsgemeinde Bilky (Білківська сільська рада/Bilkiwska silska rada) im Rajon Irschawa.
Folgende Orte sind neben dem Hauptort Bilky Teil der Gemeinde:
| Name                     | Name             | Name                             | Name                 | Name      | Name    |
| ukrainisch transkribiert | ukrainisch       | russisch                         | slowakisch           | ungarisch | deutsch |
| ------------------------ | ---------------- | -------------------------------- | -------------------- | --------- | ------- |
| Imstytschowo             | Імстичово        | Имстичево (Imstitschewo)         | Imstičovo, Imstičevo | Misztice  | -       |
| Lukowo                   | Луково           | Луково                           | Lukovo               | Lukova    | -       |
| Malyj Rakowez            | Малий Раковець   | Малый Раковец (Maly Rakowez)     | Malý Rakovec         | Kisrákóc  | -       |
| Sabolotne                | Заболотне        | Заболотное (Sabolotnoje)         | Šardík               | Sárdik    | -       |
| Welykyj Rakowez          | Великий Раковець | Великий Раковец (Weliki Rakowez) | Veľký Rakovec        | Nagyrákóc | -       |

## Persönlichkeiten
Am 28. Juli 1899 kam im Ort der als der stärkste Mann der Welt bekannte ukrainische Zirkuskünstler, Athlet, Ringer, Boxer und Wrestler Iwan Firzak (Іван Федорович Фірцак) zur Welt, der hier auch am 10. November 1970 starb.